# 아놀드 레온
알렉스 아놀드 레온(Alex Arnold León, 1989년 9월 6일 ~ )은 멕시코 출신의 야구 선수이자, 미국 메이저 리그 토론토 블루제이스의 투수이다.

## 멕시코 프로 야구 시절
2006년 사라페로스 데 살티요에 입단하였다.

## 미국 프로야구 시절
2007년 오클랜드 애슬레틱스에 입단하였다.

## 한국 프로 야구 시절

### 삼성 라이온즈시절
2016년 시즌 중 콜린 벨레스터의 팔꿈치 부상 및 성적 부진으로 인하여 대체 용병으로 영입되었다. 그러나 첫 등판이었던 2016년 5월 26일, 대구 KIA 타이거즈전에서 5이닝 12안타 8실점으로 처참히 무너졌다. 사유는 근육 뭉침 증세, 2번째 등판인 7월 22일 수원 KT 위즈전에서 3이닝 2실점한 뒤 역시 근육 뭉침 증세로 교체하게 되었다. 이후 단 한 경기도 출전하지 않은 그는 한국 야구 팬들로부터 "한국에 관광이나 온 선수", "대체선수로 와 놓고 드러누운 선수", "제2의 카리대", "카리대도 아니고" 등으로 불리는 등 팬들에게 욕을 바가지로 먹었으며, 시즌이 끝나고 결국 방출되었다.